# Шведський дивізіон 1 з хокею 1965—1966
Дивізіон 1: 1965—1966 — 22-й сезон у «Дивізіон 1», що був на той час найвищою за рівнем клубною лігою у шведському хокеї з шайбою.
У чемпіонаті взяли участь 16 клубів, розділених на дві групи. Турнір проходив у два кола. У фінальний раунд виходило по 4 команди з групи.
Переможцем змагань став клуб «Брюнес» ІФ (Євле).

## Регулярний сезон

### Північна група
|   | Команда                               | І  | В  | Н | П  | Ш      | О  |
| - | ------------------------------------- | -- | -- | - | -- | ------ | -- |
| 1 | АІК Стокгольм                         | 21 | 16 | 0 | 5  | 93–63  | 32 |
| 2 | Лександс ІФ                           | 21 | 13 | 3 | 5  | 103–72 | 29 |
| 3 | МОДО АІК Ерншельдсвік                 | 21 | 13 | 1 | 7  | 87–59  | 27 |
| 4 | «Віфста/Естранд-Фагервікс» ІФ (Тімро) | 21 | 10 | 2 | 9  | 91–78  | 22 |
| 5 | Шеллефтео АІК                         | 21 | 7  | 3 | 11 | 73–70  | 17 |
| 6 | ІФК Умео                              | 21 | 5  | 5 | 11 | 67–76  | 15 |
| 7 | «Реннскерс» ІФ (Шеллефтегамн)         | 21 | 6  | 2 | 13 | 60–107 | 14 |
| 8 | «Гаммарбю» ІФ (Стокгольм)             | 21 | 6  | 0 | 15 | 55–104 | 12 |

### Південна група
|   | Команда                         | І  | В  | Н | П  | Ш      | О  |
| - | ------------------------------- | -- | -- | - | -- | ------ | -- |
| 1 | «Брюнес» ІФ (Євле)              | 21 | 19 | 0 | 2  | 149–53 | 38 |
| 2 | «Вестра Фрелунда» ІФ (Гетеборг) | 21 | 14 | 1 | 6  | 132–72 | 29 |
| 3 | Седертельє СК                   | 21 | 11 | 3 | 7  | 108–70 | 25 |
| 4 | «Юргорден» ІФ (Стокгольм)       | 21 | 12 | 0 | 9  | 100–84 | 24 |
| 5 | Вестерос ІК                     | 21 | 11 | 0 | 10 | 86–79  | 22 |
| 6 | Еребру СК                       | 21 | 6  | 0 | 15 | 49–147 | 12 |
| 7 | «Фер'єстад» БК (Карлстад)       | 21 | 4  | 2 | 15 | 45–93  | 10 |
| 8 | Мальме ФФ                       | 21 | 3  | 2 | 16 | 50–121 | 8  |

## Плей-оф

### Чвертьфінали
- «Юргорден» ІФ (Стокгольм) – АІК Стокгольм 6–1, 7–1
- «Вестра Фрелунда» ІФ (Гетеборг) – МОДО АІК Ерншельдсвік 7–1, 4–3
- Лександс ІФ – Седертельє СК 5–2, 3–4, 3–1
- «Брюнес» ІФ (Євле) – «Віфста/Естранд-Фагервікс» ІФ (Тімро) 11–0, 7–2

### Півфінали
- «Брюнес» ІФ (Євле) – Лександс ІФ) 8–3, 3–1
- «Вестра Фрелунда» ІФ (Гетеборг) – «Юргорден» ІФ (Стокгольм) 5–4, 2–6, 12–1

### Матч за 3-є місце
- «Юргорден» ІФ (Стокгольм) – Лександс ІФ) 7–4, 7–7

### Фінал
- «Брюнес» ІФ (Євле) – «Вестра Фрелунда» ІФ (Гетеборг) 4–1, 5–6, 7–1